# Wörnharts
Wörnharts (früher auch Wehenharts) ist eine Ortschaft und eine Katastralgemeinde der Gemeinde Großschönau im Bezirk Gmünd in Niederösterreich mit 87 Einwohnern (Stand 1. Jänner 2024).

## Geografie
Der am Buschenbach liegende und als Angerdorf angelegte Ort wird von der Landesstraße L71 erschlossen, die die Verbindung zwischen Weitra und Zwettl darstellt.
Am 1. April 2020 umfasste die Ortschaft 35 Adressen.

## Geschichte
Im Jahr 1822 wurde der Ort als Dorf mit 24 Häusern genannt, das nach Großschönau eingepfarrt war, wohin auch die Kinder eingeschult wurden. Die Herrschaft Rosenau besaß die Ortsobrigkeit und besorgte die Konskription. Die Landgerichtsbarkeit wurde von der Herrschaft Weitra ausgeübt und die Untertanen und Grundholde gehörten den Herrschaften Rosenau und Weitra.
Laut Adressbuch von Österreich waren im Jahr 1938 in Wörnharts ein Binder, ein Schneider, ein Tischler und mehrere Landwirte ansässig.

## Siedlungsentwicklung
Zum Jahreswechsel 1979/1980 befanden sich in der Katastralgemeinde Wörnharts insgesamt 34 Bauflächen mit 17.532 m² und 16 Gärten auf 4.463 m², 1989/1990 waren es bereits 35 Bauflächen. 1999/2000 war die Zahl der Bauflächen auf 103 angewachsen und 2009/2010 waren es 60 Gebäude auf 99 Bauflächen.

## Landwirtschaft
Die Katastralgemeinde ist landwirtschaftlich geprägt. 259 Hektar wurden zum Jahreswechsel 1979/1980 landwirtschaftlich genutzt und 126 Hektar waren forstwirtschaftlich geführte Waldflächen. 1999/2000 wurde auf 236 Hektar Landwirtschaft betrieben und 141 Hektar waren als forstwirtschaftlich genutzte Flächen ausgewiesen. Ende 2018 waren 235 Hektar als landwirtschaftliche Flächen genutzt und Forstwirtschaft wurde auf 141 Hektar betrieben. Die durchschnittliche Bodenklimazahl von Wörnharts beträgt 21,5 (Stand 2010).